# Рядовка (деревня)
Ря́довка — деревня в Перемышльском районе Калужской области, входит в состав сельского поселения деревня Покровское.

## География
Расположена на автодороге регионального значения 29К-015 на берегу реки Большая Гвидка, в 8 километрах на юг от районного центра — села Перемышль.

## Население
| 2002 | 2010 |
| ---- | ---- |
| 101  | ↗127 |

## История
В 1858 году сельцо (вл.) Рядовка 1-го стана Перемышльского уезда, при речке Гвидке, 13 дворах и 121 житель на почтовом Киевском тракте.
К 1914 году Рядовка — сельцо Рыченской волости Перемышльского уезда Калужской губернии. В 1913 году население — 349 человек.
В годы Великой Отечественной войны деревня была оккупирована войсками Нацистской Германии с 8 октября по конец декабря 1941 года. Освобождена в ходе Калужской наступательной операции частями 50-й армии генерал-лейтенанта И. В. Болдина.